# رادیو بی‌بی‌سی ۴
رادیو بی‌بی‌سی ۴ (به انگلیسی: BBC Radio 4) یکی از بخش‌های رادیویی بی‌بی‌سی می‌باشد.

## تاسیس
این رادیو ابتدا در سال ۱۹۳۹ بنیان‌گذاری و سپس به صورت فعلی در سال ۱۹۶۷م تأسیس شده‌است.

## موضوع برنامه‌ها
این رادیو علاوه بر اخبار به برنامه‌های تفریحی و طنز و تخیلی و فرهنگی و علمی و تاریخی نیز می‌پردازد. رادیو بی‌بی‌سی ۴ بعد از رادیو بی‌بی‌سی ۲ بزرگترین شبکه مردمی با عضویت ۶۹ میلیون مشترک است.

## برنامه‌های معروف
از برنامه‌های معروف این رادیو معرفی تاریخ جهان با یکصد شیء تاریخی بود که بعدها به صورت کتابی معروف هم با نام یک تاریخ جهان در ۱۰۰ شیء به قلم نیل مک گرگور درآمد.

## سایت رادیو
- http://www.bbc.co.uk/radio4/